# Леськи

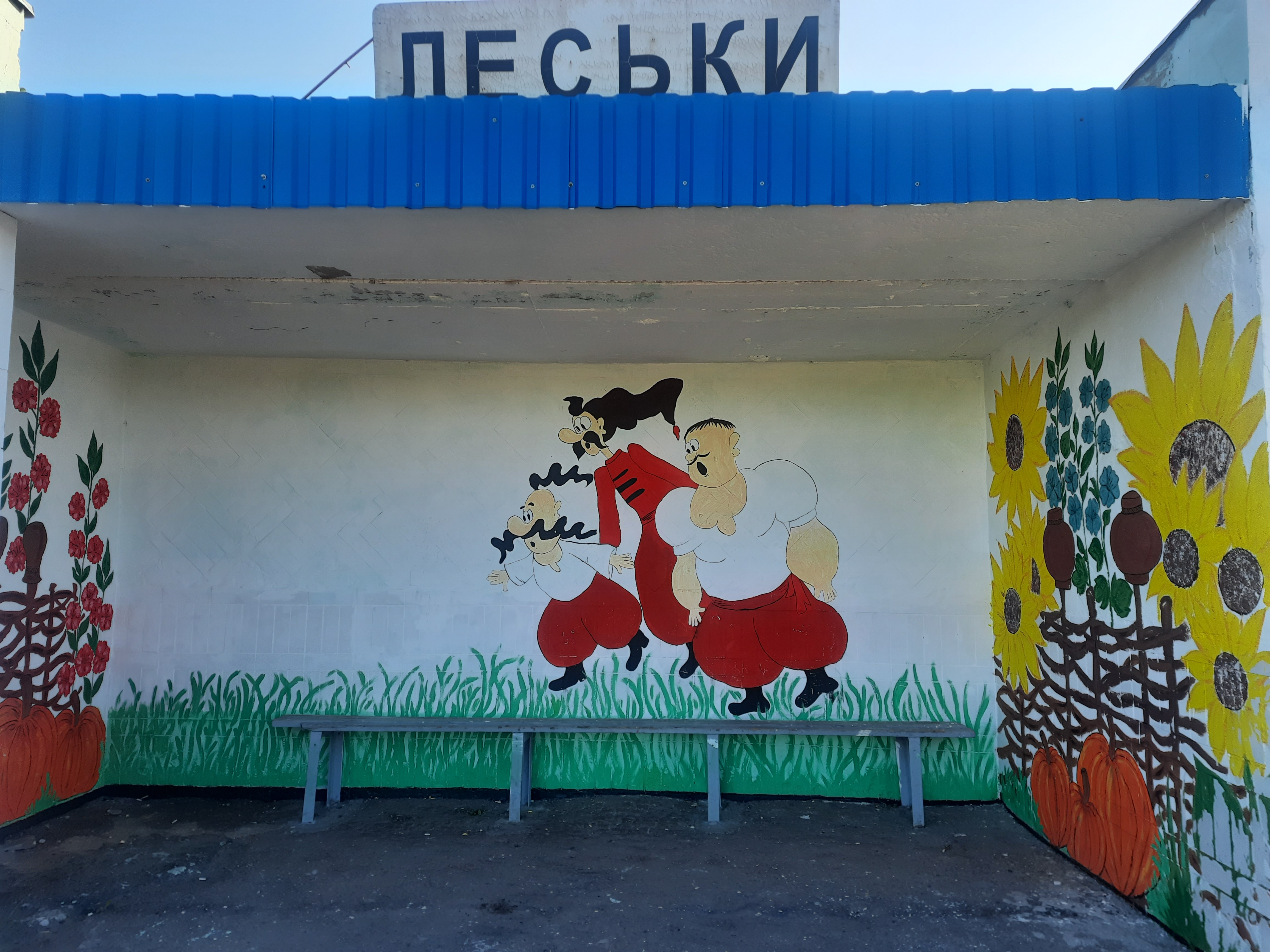
Автобусна зупинка

Ле́ськи — село в Україні, у Черкаському районі Черкаської області, центр Леськівської сільської громади.
Село розташоване на правому березі Кременчуцького водосховища, яке створене на річці Дніпро, на автошляху Р10, за 19 км на південний схід від обласного центру — міста Черкаси.

## Історія

### Давня історія
Як свідчать археологічні розкопки, територія сучасного села була заселена ще здавна. В селі, до будівництва Кременчуцького водосховища, протікало дві річки — Сага і Євтух (Йовтух), які впадали в Дніпро. Навесні, коли Сага і Дніпро розливались, утворювалося багато боліт і озер. Археологічні розкопки свідчать про те, що тут були поселення черняхівської культури. Знайдено залишки кількох осель і господарських будівель напівземлянкового типу та низку господарських ям-комор.
Будівлі мали дерев'яні стіни, обмазані глиною. Житлові й господарські будинки були поєднані у двори, що належали окремим сім'ям. Один з таких дворів мав жилий будинок розмірами 9,5×5,5 м, 2 великі та 4 невеликі господарські будівлі, а також 2 ями-комори. Жилий будинок був поділений всередині на окремі приміщення, глинобитна піч знаходилась в центральній частині. Речові знахідки представлені уламками глиняного посуду, низкою залізних виробів: ножі, уламки серпів, ключі, наконечники стріл, бронзові фібули, кістяні проколки, глиняні пряслиці, точильні бруски. Поселення датується III-IV століття. Місцевість була зручною і вигідною для перших поселенців у боротьбі проти ворогів. Населення займалося скотарством, землеробством та рибальством. Землю обробляли ралом, драпаком, бороною, а пізніше — дерев'яним плугом із залізним лемешем. Сіяли жито, пшеницю, ячмінь, овес та просо. Розводили корів, коней, свиней, овець і багато різної птиці.
У першій половині ХІІІ століття поселення зазнало руйнувань під час татаро-монгольської навали. Про це свідчать знайдені тут наконечники стріл того періоду. Городище було повністю спустошено.

### Литовсько-польський період
У 1360-их роках територія поселення потрапляє під вплив Великого Литовського князівства, а після Кревської унії 1385 року — під гніт польської шляхти. Жителі краю платили данину продуктами та грішми. В кінці XV століття та на початку XVI століття край заселили селяни-втікачі із Західної України. Вони шукали тут порятунку від соціально-економічного і національно-релігійного гніту литовсько-польських феодалів. Тут вони будували нові міста, села, слободи.
Особливо посилився гніт польських феодалів після Люблінської унії, коли розпочалося захоплення земель Придніпров'я польськими поміщиками, а також дарування панам цих земель окремими польськими королями. Так, 9 жовтня 1620 року за привілеєм короля Сигізмунда III було передано князю Яремі Вишневецькому у вічне користування Черкаське староство з навколишніми селами з оплатою четвертої частини прибутків у казну.

### Заснування села
У письмових документах Леськи вперше згадуються під 1726 роком. Жителі його окремих частин — Зацерківщини, Ковриг, Лисівки, Крутенівки, Байдівки, Чабанівки, Куцеволівки, Орлівки та Лагодок — займалися землеробством, скотарством, рибальством тощо. На заливних дніпровських лугах випасали корів, коней, овець.

### Капустиной
Назви поселення, що знайдені на даній території, знаходимо на мапах французького інженера Гійома Левассера де Боплана.
- 1736 — староцерк.-слов. Капустиной[1][2]
- 1745 — староцерк.-слов. Капустиной.

### 18-19 століття
Наприкінці XVIII-на початку XIX століть Леськи входили до числа казенних сіл, а його мешканці вважалися державними селянами. 1839 року в селі проживало 2 980 мешканців, а за переписом 1848 року — 3502. Налічувалося 297 дворів, у селі діяли 12 млинів і корчма. 1843 року відкрили першу початкову школу. В 1850–1888 роках при будинку охоронця сільської церкви була відкрита школа для дітей заможних селян. В 1866 році Леськи стали волосним центром. 1896 року в селі було збудовано церковно-приходську школу, 1878 року було відкрито однокласне парафіяльне училище та дві школи грамоти, а в 1890 році село вже мало 3-річну міністерську школу.
З 1911 року в селі працював медичний пункт. В 1912 році Григорій Вашкевич створив у селі агрономічну бібліотеку. Того ж року земство збудувало нове приміщення земської школи та будинок — учительські квартири, що проіснував до 1961 року і був пізніше перенесений в нове село.

### 20 століття
У 1917—1921 роках у селі кілька разів змінювалась влада.

У лютому 1918 року село зайняли червоні. 5 березня 1918 року село звільнили гетьманці. Після того село було під контролем військ УНР і окупацією денікінцями, а грудні 1919 року червоні остаточно здобули владу, вибивши денікінців. Проте на Черкащині ще кілька років тривали селянські збройні повстання.

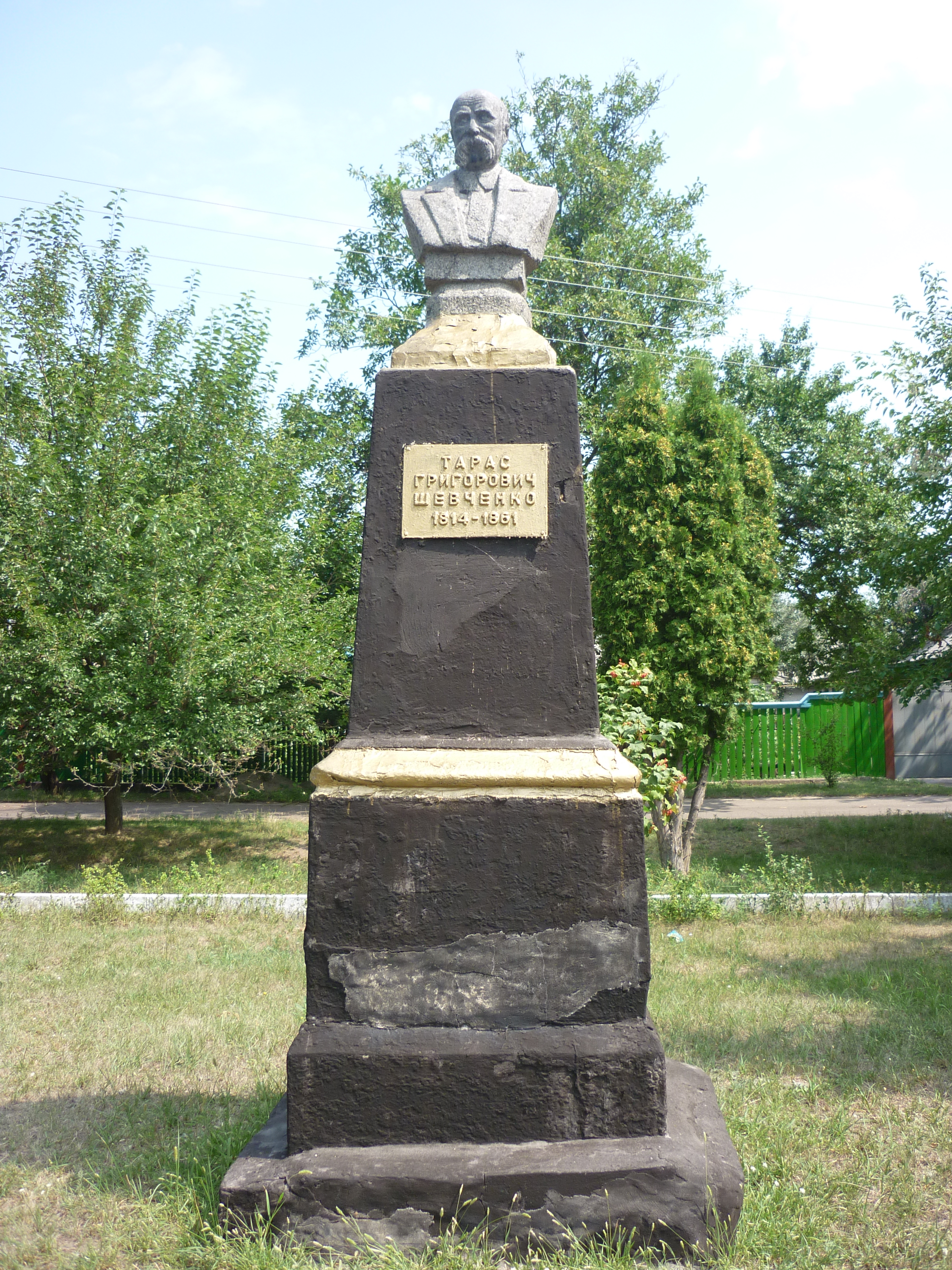
Погруддя Т. Г. Шевченка

У березні 1922 року, до річниці народження Тараса Шевченка, йому було споруджено пам'ятник. З березня 1923 року по липень 1924 року Леськи були районним центром. 1934 року в селі була відкрита середня школа.
22 серпня 1941 року Леськи були окуповані німецькими військами, а звільнене село було 14 грудня 1943 року, разом з Черкасами, частинами 373-ї стрілецької дивізії 2-го Українського фронту.
Після закінчення Другої Світової війни місцеві артілі в 1953 році об'єднались в колгосп ім. Ворошилова, який з 1959 року називався «Дніпро». До 1960 року Леськи знаходились на нижній терасі правого берега Дніпра серед заплав, піщаних кучугур та боліт. У зв'язку із створенням Кременчуцького водосховища, село було перенесене на нове місце, на вищу терасу Дніпра. Воно відбудовувалось по-новому, про що говорить сучасне прямолінійне планування. В 1961 році в селі було відкрито приміщення нової середньої школи.

### Незалежність
В 1990–1993 роках село було повністю газифіковано, а в 2000 році газифіковано і школу.

### Культура
У 2009 році було засновано перспективний рок-гурт «Кадри» з 2011 «AlmostFriends» які стали відомими в Черкаській області, до складу входять: Назаренко Ярослав, Бородай Олександр, Костенко Марина, Дігун Максим.
У 2017 році було засновано рок-гурт «Lemon BITE», до складу якого входять: Гуриненко Іван, Хабло Олександр, Веригіна Інна, Ткаченко Євгеній.
У березні 2016 року за підтримки ТОВ «Агростарт» та групи компаній «Добробуд» створена футбольна команда «Агро-Старт». Головним тренером назначено екс-футболіста «Гірника» Павла Остренка.

## Населення

### Мовний склад
Рідна мова населення за даними перепису 2001 року:
| Мова            | Кількість | Відсоток |
| --------------- | --------- | -------- |
| українська      | 4059      | 96.92%   |
| російська       | 122       | 2.92%    |
| білоруська      | 6         | 0.14%    |
| інші/не вказали | 1         | 0.02%    |
| Усього          | 4188      | 100%     |

## Видатні люди
- Василина Петро Кирилович (* 23 серпня 1899 — † грудень 1941) — керівник партійного підпілля на Кіровоградщині в роки радянсько-німецької війни;
- Гуріненко Микита Трохимович (* 15 квітня 1916 — † 28 квітня 1944) — Герой Радянського Союзу[4];
- Давиденко Валентина Іванівна (* 4 вересня 1955) — українська журналістка та телеведуча.
- Гуріненко Іван Петрович (8 березня 1944 — 31 серпня 2000) — краєзнавець, фольклорист, музейний працівник, археолог.
- Шапошник Микола Данилович (* 20 вересня 1934 — † 09 лютого 2009) — український письменник, журналіст та композитор.
- Васюков Дмитро Вікторович  (20 жовтня 1967 року — † 31 травня, 2022) —учасник російсько-української війни, який загинув під час російського вторгнення в Україну.

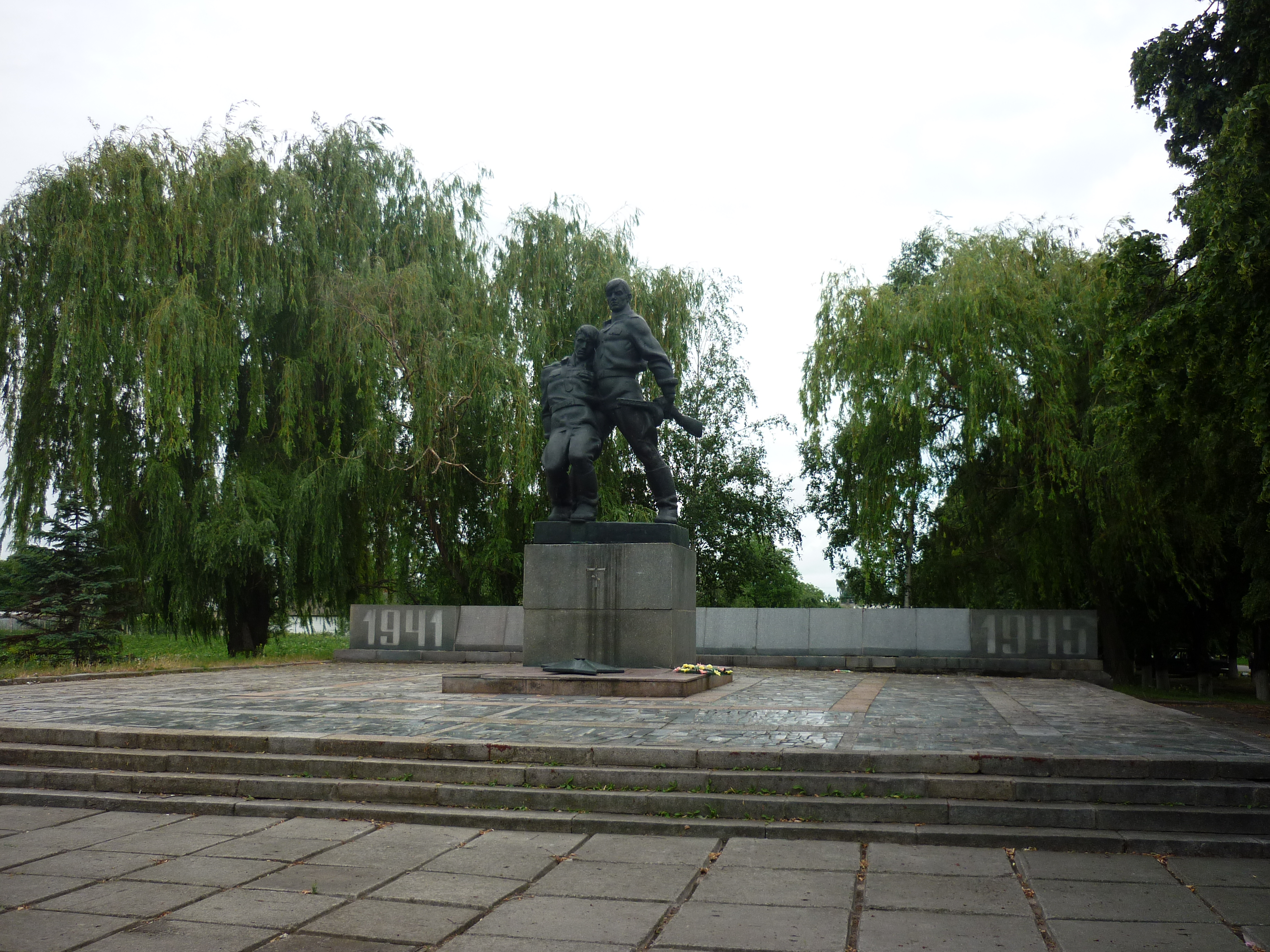
Пам'ятник загиблим воїнам ВВВ
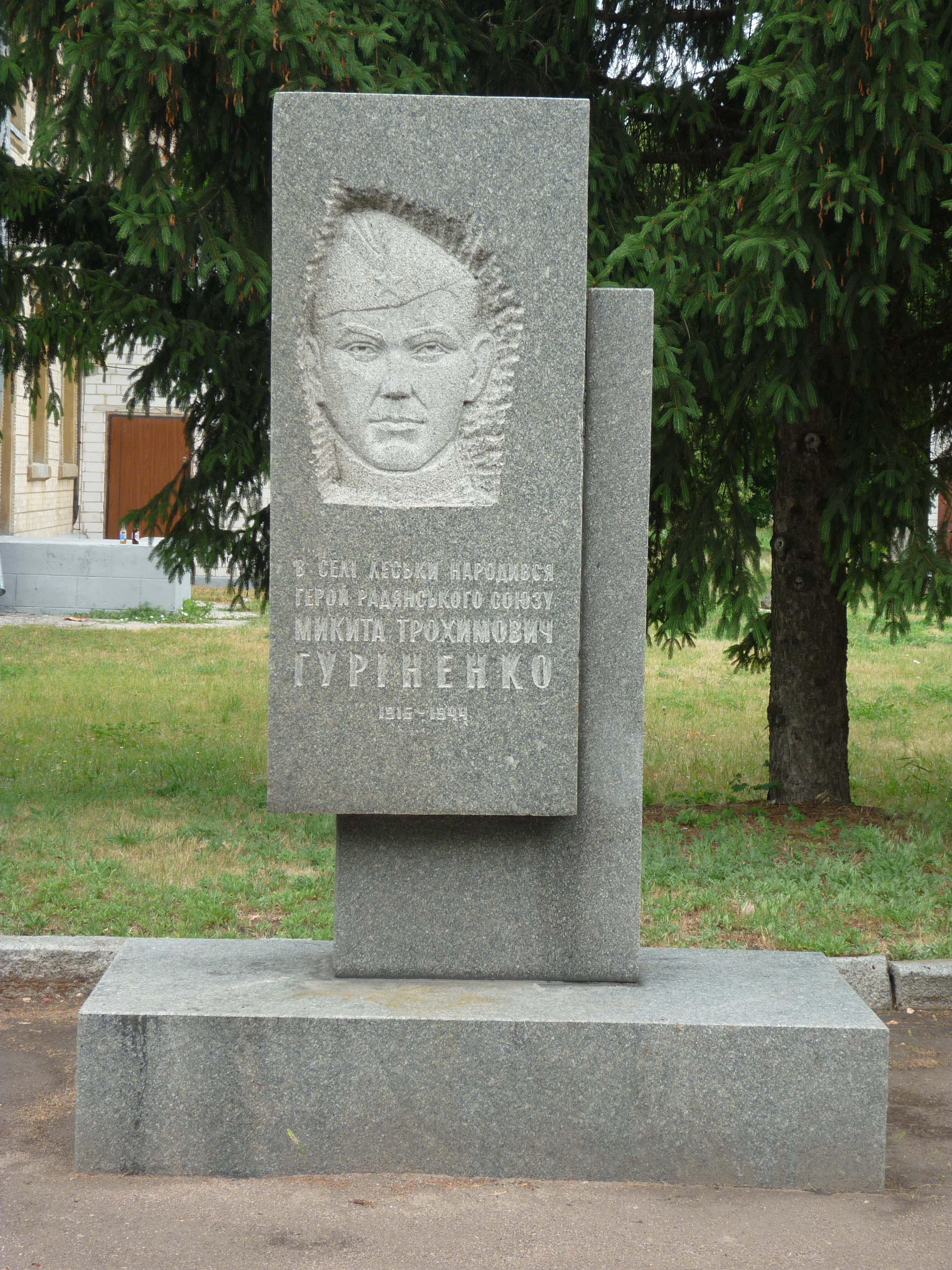
Пам'ятник М.Т.Гуріненку
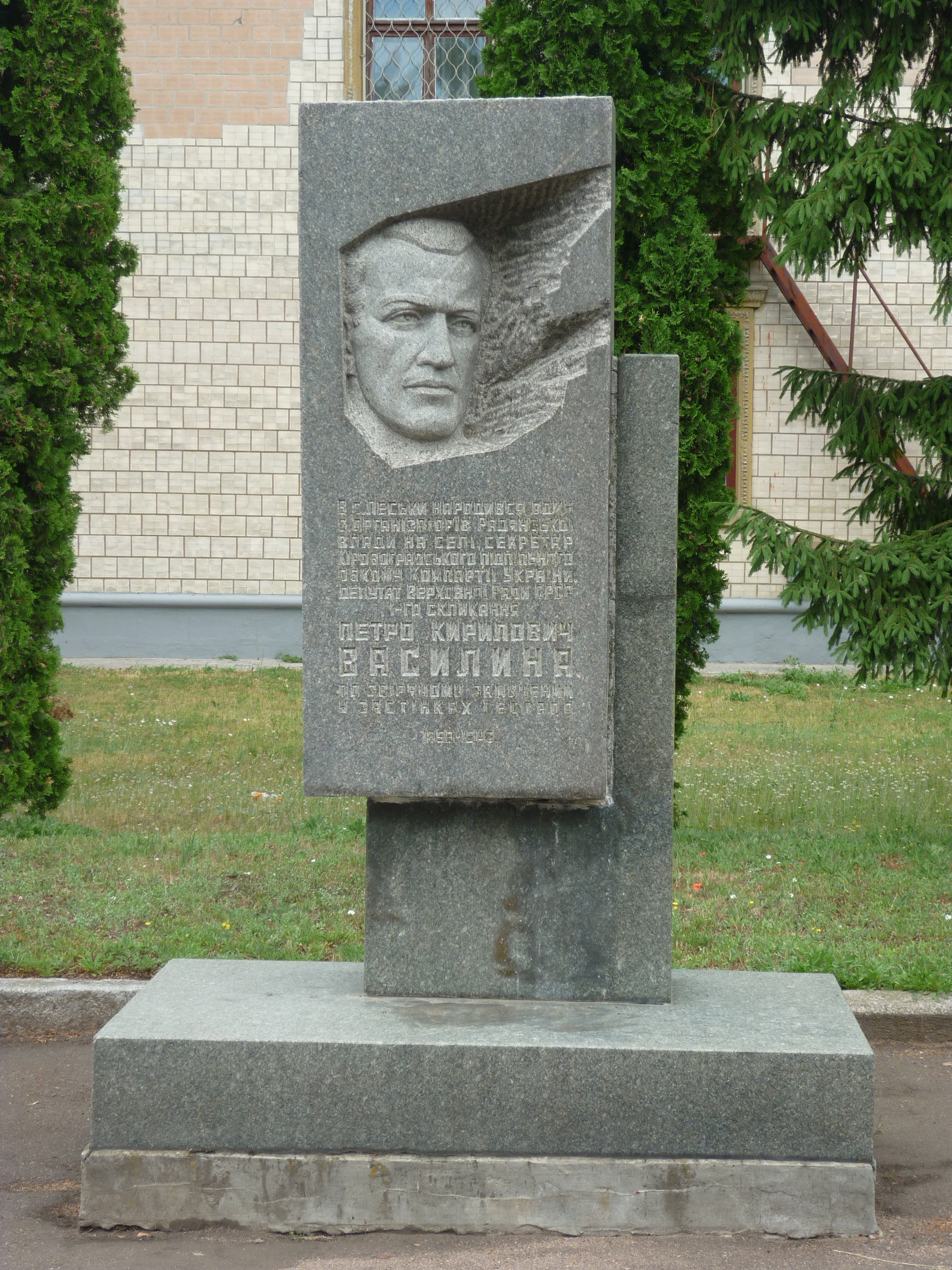
Пам'ятник П.К.Василині
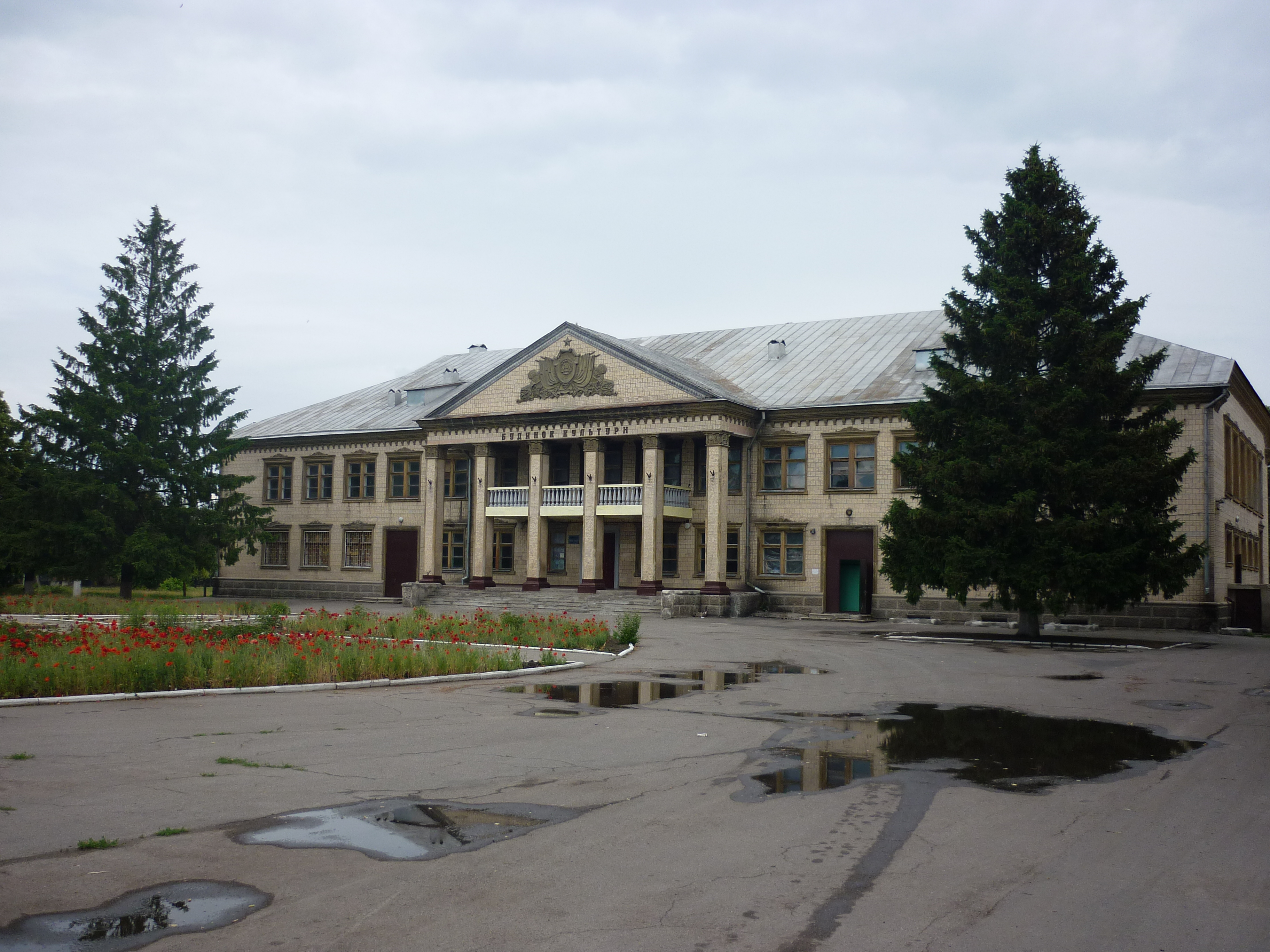
Палац культури
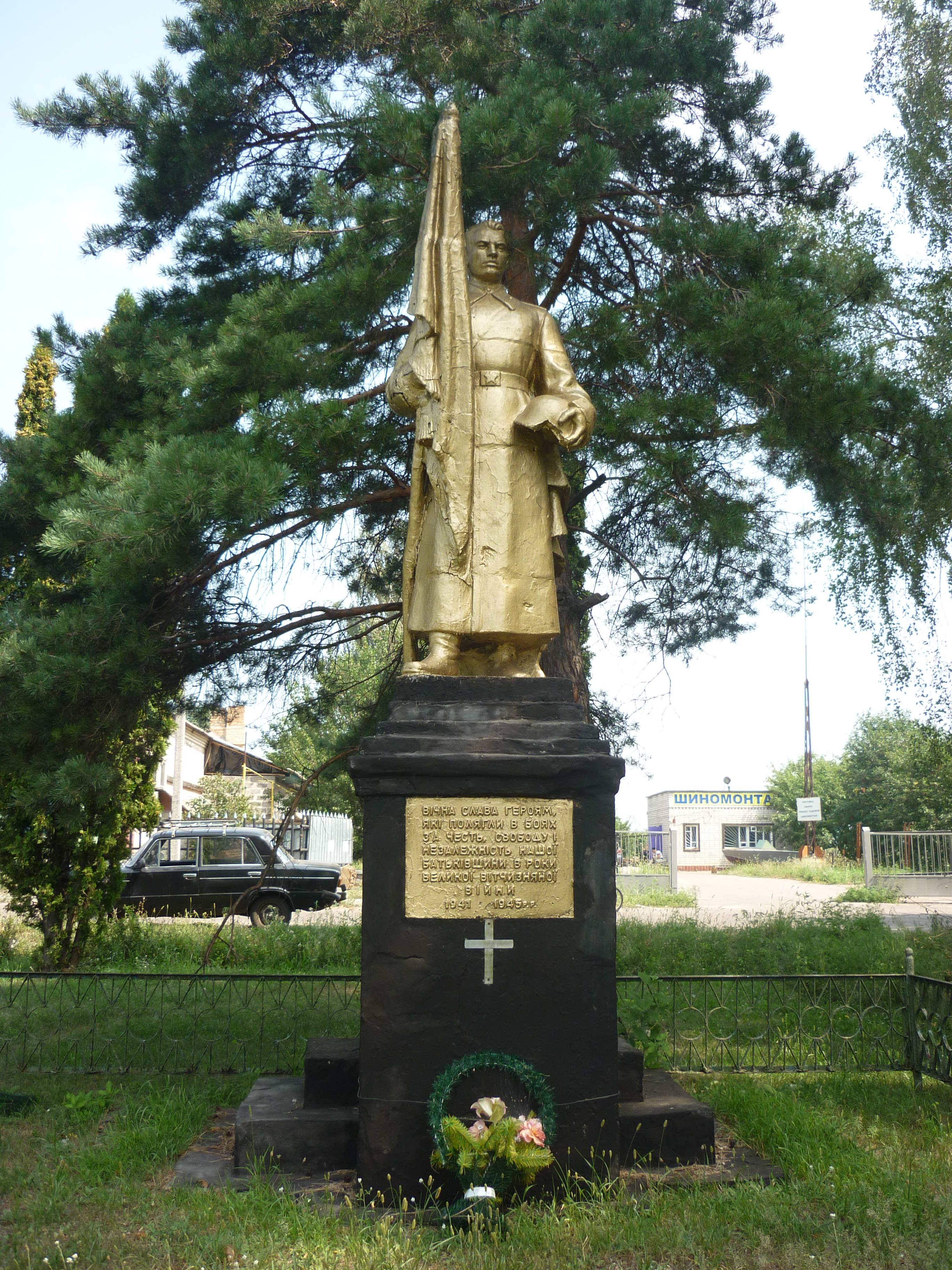
Пам'ятник визволителям